# آباک، فاتا
آباک، فاتا (به انگلیسی: Abak, FATA) در پاکستان است که در مناطق قبیله‌ای فدرال واقع شده‌است.